# Sun Tiantian
Sun Tiantian (kinesiska: 孙甜甜; pinyin: Sūn Tiántián), född den 12 oktober 1981 i Zhengzhou, är en kinesisk tennisspelare.
Hon tog OS-guld i damernas dubbelturnering i samband med de olympiska tennisturneringarna 2004 i Aten.